# BD+20594b
BD+20594b é um exoplaneta descoberto pela sonda espacial Kepler em colaboração com o espectrômetro HARPS em La Silla, no Chile.
BD+20594b é substancialmente menor do que Netuno com um raio de 2.2 Re e uma massa de 16,31 Me. Tomando as estimativas sobre o seu raio e sua massa pelo seu valor nominal, a composição do planeta seria rochosa, portanto tornando-o classificado como uma Megaterra. A composição exata de BD+20594b ainda é desconhecida.
O planeta foi descoberto pela primeira vez em 28 de janeiro de 2016 pelo astrofísico Néstor Espinoza e sua equipe da Universidade Católica do Chile, utilizando dados da missão Kepler de duas rodas (K2). Orbita uma estrela do tipo K a 496,08 anos luz de distância na constelação de Taurus.
Acredita-se que a maioria dos planetas com um raio superior a 1,6 vezes ao da Terra não são geralmente rochosos, tornando BD+20594b uma exceção a esta regra, juntamente com Kepler-10c e K2-3d.